# Sujiva
Ctihodný Sujiva (správný přepis by měl být Sudžíva, nar. 1951) je théravádový buddhistický mnich (samanéra) a celosvětově proslulý učitel buddhistické meditace vipassaná a mettá. Kromě výuky meditačních technik přednáší mimo jiné i o buddhistické filozofii - abhidhammě. Je také autorem mnoha publikací o buddhistické meditaci a několika básnických sbírek.

## Životopis
Ctihodný Sujiva vyrostl v početné čínské rodině v největším městě Malajsie Kuala Lumpur. Na vysoké škole (University of Malaya) vystudoval zemědělství se zaměřením na botaniku a lesní hospodářství. Během studentských let se začal zajímat o buddhismus a různé techniky meditace. Jeho zájem o buddhismus a meditaci se prohloubil natolik, že po úspěšném zakončení studia v roce 1975 se stal buddhistickým mnichem, respektive samanérou - novicem. Během svého mnišského tréninku praktikoval pod různými učiteli z Malajsie, Barmy (současný Myanmar) a Thajska. Mezi jeho učitele mimo jiné také patřil ctihodný Sajadó U Pandita ze slavného meditačního centra Sasana Yeiktha (Mahasi Buddhist Meditation Centre) v barmském Rangúnu.
Při pobytu v džungli v Sarawaku (východní Malajsie) onemocněl malárií a jeho zdraví ho přinutilo se usadit. Založil poustevnu Santisukharama v Kota Tinggi, Johoru (Malajsie), kde od roku 1984 začal sám vyučovat meditaci vipassaná a mettá. Následně vedl také mnoho meditačních kurzů po celé zemi a inspiroval založení dalších meditačních center v Malajsii. Významným milníkem v jeho učitelské činnosti byl rok 1995, kdy začal vyučovat meditaci i v zahraničí. Od té doby již vedl kurzy v Austrálii, na Novém Zélandu, v Hongkongu, mnoha zemích Evropy a Spojených států.
Od roku 1999 vyučuje meditaci vipassaná a mettá také v Česku a na Slovensku.

## Dílo

### Překlady do češtiny a slovenštiny
- SUJIVA. Základy meditace vhledu - Pragmatický přístup k vipassaně. Překlad Libor Nejedlý. 1.. vyd. Praha: DharmaGaia, 2006. ISBN 80-7217-002-3.
- SUJIVA. Mettá: Meditácia pokojnej mysle - Rozvíjanie jemných stavov mysle. Překlad Klaudia Puskajlerová. 1.. vyd. Banská Bystrica: Kniháreň Ján Bernát, 2006.
- SUJIVA. Jak utišit vulkány - Úvod do meditace vhledu. Překlad NPHC. 1.. vyd. Pardubice: DHARMA-ZDARMA, 2005. Dostupné v archivu pořízeném dne 2008-03-13. Archivováno 13. 3. 2008 na Wayback Machine.

### V angličtině
- SUJIVA. The Tree of Wisdom The River of No Return. [s.l.]: [s.n.] Dostupné v archivu pořízeném dne 2012-04-25. Archivováno 25. 4. 2012 na Wayback Machine.
- SUJIVA. Essentials of Insight Meditation Practice - A Pragmatic Approach to Vipassana. [s.l.]: [s.n.] Dostupné online.
- SUJIVA. Loving kindness. [s.l.]: [s.n.] Dostupné online.
- SUJIVA. For the Stilling of Volcanoes. [s.l.]: [s.n.] Dostupné online.
- SUJIVA. Hop on Board the Ship of Mindfulness. Singapur: [s.n.], 1985.
- SUJIVA. Wind in the Forest. [s.l.]: [s.n.] Dostupné online.